# جسیدان
جسیدان، روستایی از توابع بخش مرکزی شهرستان آستانه اشرفیه در استان گیلان ایران است.

## جمعیت
این روستا در دهستان گورکا قرار دارد و براساس سرشماری مرکز آمار ایران در سال ۱۳۸۵، جمعیت آن ۴۱ نفر (۱۳خانوار) بوده‌است.